# 6. domobranska pukovnija HV
6. domobranska pukovnija Split, pukovnija domobranstva Hrvatske vojske iz Splita. Prethodnice su joj bile 1. bojna 114. brigade HV (Škverska bojna), osnovana 18. siječnja 1991. godine, odnosno siječnja 1992. stvorena 158. brigada HV.

## Povijest
Nakon rasformiranja 158. brigade HV sukladno procesu preustroja Oružanih snaga RH, oblikovana je 6. domobranska pukovnija HV. 1. bojna dobila je prvu zadaću. Veljače 1993. posjeli su položaje na prostorima drniške bojišnice od Moseća do Svilaje. Koncem 1994. 6. domobranska proširena je zona odgovornosti postrojbe te su aktivno sudjelovali u potpori operacije Zima '94. 1. bojna preuzela je položaje od 3. bojne 126. domobranske pukovnice Sinj na području Peručkog jezera i padina Dinare. Početkom 1995. godine popunjava se mobiliziranjem 3. pješačke bojne i ustrojavanjem 4. interventne bojne te je tada u njoj bilo preko 2.500 pripadnika. Sudjelovala je u operacijama Ljeto '95., Oluji te požrtvovnoj akciji snažnim borbenim djelovanjima prilikom zaustavljanja proboja neprijateljskih snaga iz Republike Srpske i pobunjenih hrvatskih Srba koji su protunapali prema položajima HV-a, u bitci u okolici Bosanskog Grahova za prijevoj Derale 12., 13. i 14. kolovoza 1995. godine. Sudjelovala je u operaciji Maestral, oslobađanju Drvara i završno ratno djelovanje bila je potpora snagama u operaciji Južni potez. Aktivno su prestali djelovati 2003. godine.
U 158. brigadi odnosno 6. domobranskoj pukovniji tijekom Domovinskog rata bilo je angažirano više od 6000 branitelja, od kojih je 20 poginulo.
Povodom 24. obljetnice osnutka 158. brigade od koje je nastala 6. domobranska pukovnija, u splitskoj četvrti Mejašima splitsko-dalmatinski župan Zlatko Ževrnja otkrio je ploču s natpisom 6. domobranska pukovnija u ulici koja nosi to ime, a splitski gradonačelnik Ivo Baldasar ploču s natpisom 158. brigada, po kojoj također ulica i Mejašima nosi ime.

## Vanjske poveznice
- Udruga veterana Domovinskog rata 158. brigade i 6. domobranske pukovnije   Arhivirana inačica izvorne stranice od 8. rujna 2019. (Wayback Machine)
- Znakovlje 6. domobranske pukovnije  Arhivirana inačica izvorne stranice od 18. studenoga 2019. (Wayback Machine) MORH
- dd/h: Proslavljena 26. obljetnice osnutka 158. brigade i 6. domobranske pukovnije HV-a  Arhivirana inačica izvorne stranice od 18. studenoga 2019. (Wayback Machine) Direktno.hr, 1. prosinca 2018.
- (): Obilježena 26. obljetnica osnutka 158. brigade i 6. domobranske pukovnije Hrvatske vojske Nacionalno.hr